# 국립국극단
국립국극단(國立國劇團)은 대한민국의 창극 극단이다. 국립극장(國立劇場)의 직속 단체로 김연수, 김소희를 비롯한 창극계의 저명한 인사로 구성되어, <춘향전> <배비장전> <옹고집> 등의 창극을 공연하였다. 1973년에 국립창극단으로 개칭하였다.